# Philippe de Marnix de Sainte-Aldegonde
Pour les articles homonymes, voir Marnix et Philippe de Sainte-Aldegonde.
Philippe de Marnix, baron de Sainte-Aldegonde, né en 1538 ou en 1540 à Bruxelles et mort le 15 décembre 1598 à Leyde, est à la fois homme d'État, militaire, poète, polémiste, théologien et pédagogue des Pays-Bas de l'époque des Habsbourg.
Calviniste convaincu, il participe activement à l'insurrection contre Philippe II dirigée par Guillaume Ier d'Orange-Nassau, « le Taciturne », à partir de 1568.
C'est aussi un humaniste, qui écrivait en trois langues: le latin, le néerlandais et le français et qui pouvait traduire de l'hébreu. Il est traditionnellement considéré comme l'auteur du Wilhelmus van Nassouwe, chant des armées de Guillaume d'Orange-Nassau, devenu l'hymne national néerlandais, mais cette attribution est aujourd'hui considérée comme peu fondée.

## Biographie
Philippe de Marnix naît à Bruxelles, capitale du duché de Brabant et des Pays-Bas bourguignons, sous le règne de Charles Quint, souverain des Pays-Bas depuis 1516, mais aussi roi d'Espagne (1516) et empereur élu en 1519.

### Origines familiales et formation
Philippe de Marnix est issu d’une famille noble de Franche-Comté (le comté de Bourgogne étant une autre possession de Charles Quint) et de Savoie (duché généralement allié aux Habsbourg).
Il est le fils de Jacques de Marnix de Toulouse, seigneur de Toulouse-le-Château en Franche-Comté (fils de Jehan de Marnix seigneur de Toulouse-le-Château et de Dame Jeanne de Cerf) entré au service de la gouvernante des Pays-Bas Marie de Hongrie, époux en premières noces de Marie de Bonnières, puis en secondes noces de Marie de Hemricourt, dame de Mont-Sainte-Aldegonde, mort probablement à Bruxelles en 1557.
Il a, entre autres, un frère, Jean (1537-1567), seigneur de Toulouse-le-Château, qui meurt au combat à la bataille d'Austruweel, et un demi-frère, Gérard, baron de Pottes. Jean de Marnix jouera un rôle important au début de la révolte des Gueux, tandis que Gérard de Marnix restera catholique.
Il étudie vraisemblablement le droit dans les universités de Louvain, de Paris, de Dole et de Padoue. Il fait aussi des études de théologie à Genève sous la direction des réformateurs Jean Calvin et Théodore de Bèze.
Philippe de Marnix est probablement de retour aux Pays-Bas en 1561, sous le règne de Philippe II, fils de Charles Quint, à qui il a succédé en 1555 comme souverain des Pays-Bas et en 1556 comme roi d'Espagne. En revanche, les possessions autrichiennes des Habsbourg sont revenues à Ferdinand, frère de Charles, ainsi que l'élection impériale.
Philippe de Marnix s'est marié trois fois. D'abord avec Philippote de Bailleul (ou van Belle) (vers 1562), ensuite avec Katharina van Eckeren (1587) et enfin avec Jossina de Lannoy (1591). Seul le dernier mariage resta sans descendance.

### L'opposition à Philippe II (1561-1566)
Philippe II a quitté les Pays-Bas en 1559, après le traité du Cateau-Cambrésis avec la France, laissant pour représentant, avec le titre de « gouvernante », sa demi-sœur Marguerite de Parme, qui réside à Bruxelles. Mais la politique voulue par Philippe II (centralisation absolutiste et répression du protestantisme) suscite de graves tensions avec les élites des Pays-Bas, qui aboutissent en 1566 à la révolte des Gueux, puis en 1568 à l'insurrection, appelée plus tard « guerre de Quatre-Vingts Ans ».
En 1565, Philippe de Marnix s’engage dans le mouvement du compromis des Nobles proclamé à Bruxelles, puis du compromis de Bréda, texte dont il est un des auteurs principaux. Une des revendications est la liberté de conscience, le droit d'être protestant sans être inquiété par les autorités ecclésiastiques ou civiles, position soutenue par une partie des catholiques néerlandais, au nom des libertés traditionnelles.
Le compromis est rejeté par la gouvernante des Pays-Bas : c'est alors que les opposants reçoivent le surnom de « Gueux » qu'ils reprennent immédiatement comme un titre glorieux.

### Larévolte des Gueuxet lafurie iconoclaste(1566-1567)
Les nobles du compromis s'engagent alors dans le mouvement de la « révolte des Gueux » (mai 1566), qui est d'abord politique.
Mais en août 1566 éclate le mouvement religieux de la furie iconoclaste, qui a pour origine les calvinistes les plus radicaux. Les « Gueux » se divisent sur le soutien à ce mouvement non prévu : Guillaume d'Orange, qui est conseiller d'État et stathouder de Hollande et Zélande, s'oppose au soutien à un mouvement qui se manifeste par des destructions d'églises, contrairement à Philippe de Marnix et à son frère Jean.
Les Pays-Bas entrent dans une phase de troubles, marqué notamment par le soulèvement et le siège de Valenciennes (août 1566-mars 1567). Jean de Marnix forme alors une colonne de secours pour les assiégés de Valenciennes, mais elle est vaincue lors de la bataille d'Austruweel, où il trouve la mort (13 mars 1567). Peu après, les troupes de la gouvernante obtiennent la reddition de Valenciennes.
De son côté, Philippe de Marnix rédige une apologie de l'iconoclasme, publiée en français en 1567 sans nom d'auteur : Vraye narration et apologie des choses passées au  [sic] Pays-Bas, touchant le fait de la religion.
Philippe II estime que Marguerite de Parme (qui ne serait pas opposée à la liberté de conscience) a une action insuffisamment répressive. Aussi, en juin 1567, il envoie aux Pays-Bas le duc d'Albe, Ferdinand Alvare de Tolède, avec des unités espagnoles de tercio. Arrivé en août, il évince Marguerite de Parme et instaure une politique répressive qui contraint les opposants à l'exil (les comtes d'Egmont et de Horne, conseillers d'État, restés à Bruxelles, sont arrêtés et condamnés à mort ; Guillaume d'Orange est parti dès avril 1567).

### L'exil de 1567-1571
Marnix trouve refuge à Brême et au Lütetzburg, chez le drossart d'Emden, où il écrit son pamphlet De Bijencorf der H. Roomsche Kercke (La Ruche de l'Église catholique), plus simplement dénommé de Bijenkorf en 1569.

### Au service de Guillaume d'Orange (1572-1584)
En 1568, Guillaume d'Orange, lui aussi exilé, a lancé une offensive contre le duc d'Albe, mais cela a été un échec. Ce n'est qu'en 1572 que les insurgés reprennent le combat aux Pays-Bas, avec la prise de Brielle par les Gueux de mer (1er avril) et le soulèvement des provinces du nord, qui permet à Guillaume d'Orange de s'installer en Hollande.
Il charge Philippe de Marnix de missions diplomatiques, militaires et religieuses. Il est chargé des négociations avec les cours de Paris et de Londres, et, en 1578, avec la Diète d'Empire.
Philippe de Marnix contribue aussi à la mise en place de l'Université de Leyde.
Il participe aux accords entre provinces néerlandaises de la pacification de Gand (novembre 1576) et de l'union de Bruxelles (janvier 1577), traités qui unissent les provinces face à la présence de l'armée espagnole. Mais un peu plus tard, une scission intervient avec l'union d'Arras et l'union d'Utrecht (janvier 1579). En juillet 1581, les États généraux des provinces et villes de l'union d'Utrecht proclament la déchéance de Philippe II de ses droits sur les Pays-Bas (acte de La Haye), premier pas vers la création des Provinces-Unies.

### Le siège d'Anvers (1584-1585)
En 1583, alors que les troupes du gouverneur général Alexandre Farnèse progressent vers le nord en reprenant les villes insurgées de Flandre et de Brabant (notamment Gand, Bruxelles, Malines), la perspective d'un siège d'Anvers devient très vraisemblable.
En novembre 1583, Guillaume d'Orange fait nommer Philippe de Marnix bourgmestre extérieur d'Anvers, c'est-à-dire chef du conseil échevinal, afin de préparer la défense de la ville.
Le siège débute effectivement le 3 juillet 1584. Marnix dirige la ville pendant les treize mois du siège qui se termine le 17 août 1585 par la reddition de la ville, menacée de famine. Les conditions de reddition laissent dix jours aux habitants pour la quitter s'ils le souhaitent, avant l'entrée de l'armée de Farnèse.
C'est la dernière grande victoire espagnole au cours de la guerre de Quatre-Vingts Ans, mais elle définit la limite entre les provinces du nord (actuels Pays-Bas) et du sud (actuels Belgique et Luxembourg). Les insurgés font des sept provinces du nord la république des Provinces-Unies, qui sera reconnue par le roi d'Espagne en 1648. Les autres provinces restent possessions du roi d'Espagne, formant ce qu'on appelle les Pays-Bas espagnols.
Philippe de Marnix a subi là un grave échec. Il ne bénéficie plus de l'appui de Guillaume d'Orange, assassiné le 10 juillet 1584. Il subit des critiques de la part des dirigeants des Provinces-Unies. Il se place dès lors en retrait de la vie politique.

### Dernières années
Marnix se retire provisoirement de la vie politique active après la reddition d'Anvers. Il passe cinq ans retiré au château West-Souburg dans le comté de Zélande.
Il reparaît comme ambassadeur à Paris en 1590, au début du règne d'Henri IV.
Il vit ensuite à Leyde, où il est chargé de la traduction de la Bible en néerlandais par l’Église réformée néerlandaise. De ce dernier projet, l’homme dont l’adage est « Repos ailleurs » ne peut achever qu’un seul livre.[pas clair]

## Œuvre littéraire

### Traités polémiques

#### De Bijencorf...(La Ruche de la Sainte Église romaine)
Son principal ouvrage, De bijencorf der H. Roomsche Kercke (« La Ruche de la Sainte Église romaine »), non daté, a été publié vers 1569 sous le nom d’« Isaac Rabbotenu de Louvain ».
Le Bijencorf, qui appartient au genre alors en vogue du pseudo-éloge, est un pamphlet calviniste satirique. Il se présente comme la « parodie complémentaire » d’une apologie de l'Église catholique de Gentien Hervet (1499-1584), publié en 1561 sous le titre Epistre aux desvoyes de la foy et traduit en néerlandais en 1566 (Missyve oft seyndbrief aende verdoolde van den Christen gheloove).
Dans son Bijencorf, Marnix fait parler un clerc catholique voulant faire l'éloge de son Église et critiquer les calvinistes. Mais, au lieu de louer les grands docteurs catholiques (le jésuite Bellarmin, le prédicateur François Panigarole, et le controversiste Gentien Hervet, ce clerc maladroit dévoile involontairement leurs vices et leurs manipulations.
Connaissant très vite un grand succès, le pamphlet de Marnix est réimprimé à 22 reprises au moins jusqu’en 1761. Une traduction allemande paraît en 1576, une seconde en 1579 ; en tout, il y en a eu quatre différentes, de même qu'en anglais.

#### Le Tableau des differens de la religion
Marnix lui-même en fait une adaptation en français, de près de 1 500 pages, intitulée : le Tableau des differens de la religion (1599-1605).
Le Tableau est également une réponse de Marnix à l’accueil réservé à son Bijencorf par plusieurs auteurs catholiques, tels que les prêtres Martinus Donckanus et Jan Coens, le théologien Joannes Molanus, le jésuite Jan David et même le célèbre cardinal Bellarmin
Le ton de Marnix emprunte à Érasme, à Henri Estienne et à Rabelais.
Selon Mathieu de La Gorce, il fait preuve d'une grande inventivité verbale, qui explique que le Tableau a pu être décrit comme « une tour de Babel incompréhensible, une aventure linguistique à moitié folle », mais qui est loin d'être gratuite. Elle constitue au contraire une arme, aux côtés de la satire, au service des convictions protestantes de l'auteur. Paradoxalement, la fantaisie verbale d'inspiration rabelaisienne est employée pour une cause qui souhaite la domestiquer : « ces manipulations ont pour première fonction de dénoncer la plasticité de la langue, et de promouvoir une langue pure et stable ». Ainsi, cette langue décalée — tant par rapport à la langue des autres écrits de Marnix, que par rapport à la langue commune de l'époque — est-elle une langue inventée, une « langue fictionnelle ».

### Psaumes et Cantiques
Comme poète, Marnix est connu par ses traductions de la Bible et des psaumes, directement de l'hébreu.
Het boeck der psalmen Davids, traduction de l'intégralité du livre des psaumes, paraît en 1580. Une seconde édition a lieu en 1591.
La même année, il publie une traduction du Livre des cantiques : Het boeck der heylige schriftuerlijcke lofsangen.
Rares avant lui ont été les auteurs néerlandophones luthériens et calvinistes de versifications « lyriques » (pouvant se chanter) de l’ensemble des psaumes qui traduisirent à partir de l'hébreu. Avant lui, Petrus Dathenus a traduit le psautier en néerlandais à partir du Psautier de Genève en français. Ses versifications rimées sont devenues populaires et sont chantées dans la république des Sept Provinces-Unies des Pays-Ba jusqu'en 1773, jusqu’à ce que leurs paroles soient remplacées par une nouvelle versification, les mélodies étant conservées. Cependant, la versification de Marnix ne put plus remplacer celle de Dathenus qui, en peu de temps, était devenue fort populaire auprès de la communauté réformée des Provinces-Unies, bien que de toutes les versifications rimées et chantées du psautier, produites aux anciens Pays-Bas au XVIe siècle par des poètes tels que Van Zuylen van Nijevelt, Utenhove, De Heere, Dathenus et Van Haecht, la postérité ait considéré celles de Marnix comme les meilleures.[pas clair]

### Autres écrits

#### Apologie de l’iconoclasme(1567)
En 1567, il publie anonymement sa Vraye narration et apologie des choses passées au  [sic] Pays-Bas, touchant le fait de la religion.
La version originale en néerlandais de cette justification de l'iconoclasme, Van de beelden afgheworpen in de Nederlanden in Augusto 1566, n'a été imprimée qu'en 1871.

#### Traité sur l’éducation
Marnix a laissé un traité en latin, Ratio instituendae iuventutis (« De l'institution de la jeunesse »), de 1583.

#### L’hymne néerlandais, leWilhelmus: une paternité douteuse
L'hymne actuel des Pays-Bas, le Wilhelmus van Nassouwe (Guillaume de Nassau), a été au départ un chant de guerre des troupes de Guillaume de Nassau, prince d'Orange, au début de l'insurrection des Pays-Bas. Philippe de Marnix est traditionnellement considéré comme son auteur, mais cette attribution est contestée de nos jours.
Elle remonte aux premières décennies suivant sa mort, car le Wilhelmus figure sous son nom dans un manuscrit datant de 1618.
La source la plus ancienne des paroles du Wilhelmus est un recueil de chansons de gueux conservé à la Bibliothèque nationale de France. Il n'est pas daté, mais, vu son contenu qui suit les événements historiques de près, il doit remonter aux années 1577-1578.
Les philologues de notre temps se montrent plutôt réticents à attribuer la paternité du Wilhelmus à Philippe de Marnix ; la comparaison entre la chanson de gueux et les œuvres de Marnix rend en effet difficile cette attribution, compte tenu des différences stylistiques.

### Jugements sur son œuvre
La notoriété de Marnix a été grande dans de nombreux domaines différents. Selon Jan Romein, il a été « le secrétaire de la rébellion » par excellence ; le père spirituel et le propagandiste des calvinistes néerlandais. Pour la littérature néerlandaise, il compte parmi les auteurs les plus importants de son époque. En tant qu’écrivain en langue française et comme disciple accompli d’un Rabelais dans son Tableau, il est très apprécié, notamment par Edgar Quinet et Henri Pirenne.
Marnix savait parler espagnol, et celui-ci influa ses écrits.

## Liste d’écrits

Armoiries de Philippe de Marnix

- (nl) Van de beelden afgheworpen in de Nederlanden in Augusto 1566, 1871
- (fr) Vraye narration et apologie des choses passées au  [sic] Pays-Bas, touchant le fait de la religion, 1567
- (nl) De bijencorf der H. Roomsche Kercke, 1569 (lien à l'édition révisée de 1609)
- (la) Libellvs svpplex imperato riae Maiestatie, caeterisqve sacri Imperii Electoribvs, Principibvs, atqve Ordinibus, nomine Belgarum ex inferiori Germania, Euangelicae Religiones causa per Albani Ducis tyrannidem eiectorum in comitijs Spirensibvs, exhibitus. (Apologeticon et vera rerum in Belgicogermania nuper gestarum narratio, [… ], 1570
- (nl) Sendtbrief, in forme van supplicatie aen die Coninclicke Maiesteyt van Spaengien: van wegen des Princen van Orangien, der Staten van Hollant ende Zeelant, mitsgaders… ende der Spaengiaerden met haren aenhangheren tyrannie ende ghewelt, teghen alle recht, verdrucket ende vervolghet vinden. Aenwijsende [… ], 1573
- (fr) Sommaire discours, des iustes causes & raisons, qui ont contraint les Estats Generaux des Pays-Bas de pourvoir à leur deffence, contre le seigneur Don Iehan d'Austriche [… ], 1577
- (fr) Oraison des ambassadeurs du Serenissime Prince Matthias Archiduc d'Austriche, &c. Gouverneur des Païs bas [… ], 1578 (cette oraison fut récitée en latin en la Diète de Worms, le 7 mai 1578)
- (nl) Het boeck der psalmen Davids, 1580
- (la) Ratio instituendae iuventutis, 1583
- (nl) Het boeck der Psalmen. Wt de Hebreische sprake in Nederduitschen dichte, 1591, édition corrigée et améliorée des Psaumes de 1580
- (nl) Heylige Bulle ende Crusade des Paus van Rome, 1588, pamphlet écrit après la défaite de la flotte d’invasion de l’Armada
- (nl) Trouwe Vermaninghe aende Christelycke Ghemeynten van Brabant, Vlanderen, Henegou ende andere omliggende landen, 1589
- (nl) Ondersoeckinge en grondelijcke wederlegginge der geestdrijvische leere, traité contre Coornhert, ainsi que contre les anabaptistes et les adeptes de David Joris, 1595 (lien à la réédition de 1597)
- (fr) Tableau des differens de la religion, 1599-1605
- (nl) De CL Psalmen Davids, 1967 [2]
- (nl) Schriftuerlicke Lofsangen

## Souvenir et hommages public
À Bruxelles, où il naquit, on lui a rendu honneur par trois statues publiques, l’une d’elles faisant partie de l’ensemble architectural et sculptural du Square du Petit Sablon ; une autre orne la façade d’une école communale au quartier des Marolles.
Il donne également son nom à la rue où se trouvent les salons de prostitution de Seraing.

### Sources de cet article
- Alberdingk Thijm, Petrus Paul Maria. La Joyeuse histoire de Philippe de Marnix, seigneur de Sainte Aldegonde, et de ses amis, Paris, Victor Plamé, 1878.
- Bork (van), Gerrit Jan, et Pieter Jozias Verkruijsse (réd.). De Nederlandse en Vlaamse auteurs van middeleeuwen tot heden met inbegrip van de Friese auteurs, Weesp, De Haan, 1985, p. 373-374.
- Delassois, Alain. Article dans revues no 38 et 39 du Cercle d'histoire de Leval-Trahegnies, Epinois, Mont Ste Aldegonde (CHLEM).
- Laan (ter), Kornelis. Letterkundig woordenboek voor Noord en Zuid, 2e tirage, La Haye/Jakarta, G.B. van Goor Zonen's Uitgeversmaatschappij, 1952, p. 334-335.
- Quinet, Edgar. Marnix de Sainte Aldegonde, Paris, 1858 (téléchargeable sur le site Les Classiques des sciences sociales).

### Études littéraires
- Govaert, Marcel. La Langue et le style de Marnix de Sainte-Aldegonde dans son Tableau des différens de la religion, Bruxelles, 1953, 311 p.
- La Gorce (de), Mathieu. Une Rhétorique iconoclaste. Ordre et désordre dans le Tableau des différens de la religion de Philippe de Marnix de Sainte-Aldegonde, thèse dactylographiée de l'Université Paris 7 - Denis Diderot, 2004, 730 p.

### Ouvrages biographiques
- Herman Vander Linden. Philippe de Marnix, seigneur de Sainte-Aldegonde, West-Soeburg et Touwinck, Biographie nationale, Académie royale de Belgique, 1894, T. 13, Bruxelles, col. 800ss.
- R. Van Roosbroeck. MARNIX, Philips van (1540-1598), heer van St.Aldegonde, Nationaal Biografisch Wordenboek, Koninklijke Vlaamse Academie van België, 1972, T. 5, col. 591.
- Charles-Albert de Behault. Le siège d'Anvers par Alexandre Farnèse, duc de Parme, in: Bulletin de l'ANRB, no 307, juillet 2021.